# Arbolitos del Carmen
Arbolitos del Carmen es un caserío peruano ubicado en el distrito de Yamango, perteneciente a la provincia de Morropón del departamento de Piura, al norte del Perú. 

## Ubicación
Arbolitos del Carmen se ubica al noreste de la provincia de Morropón, en el distrito de Yamango, en el departamento de Piura.

## Demografía
En 2017 Arbolitos del Carmen tenía una población de 83 habitantes.